# Jiří Wolker
Jiří Wolker, född 29 mars 1900 i Prostějov i centrala Mähren i Österrike-Ungern, död 3 januari 1924, var en tjeckisk poet.
Wolker växte upp i en välbärgad familj i staden Prostějov. Hans far önskade att sonen skulle studera sociala rättigheter i huvudstaden Prag och så fick det bli. Wolker började studera men passade också på att närvara på flera olika föreläsningar på filosofiska fakulteten. På det viset kom han i kontakt med kulturen och många tyckte om honom och hans alster. Redan på gymnasiet publicerades texter som hans skrivit i olika studenttidningar. Jiří Wolker var medlem i en litterär grupp som bildats av författare i Mähren. En kort tid var han också medlem i en annan litterär grupp i Böhmen, Devětsil. På somrarna brukade han också vara med scouterna på olika läger.
Tack vare sin litterära, musikaliska och konstnärliga begåvning blev konsten ett naturligt val för honom. Han var en av grundarna till CPC (tjeckiska kommunistpartiet) 1921. Wolker var kristen. Efter studierna i Prag smittades Wolker av tuberkulos. Föräldrarna skickade honom till havet och till Höga Tatra och hoppades att han skulle bli frisk men till slut orkade inte Wolker mer och avled. Han är begravd på den kommunala kyrkogården i Prostějov. Hans verk kom att tillhöra en viss stil av poesi som idag kallas den proletära.

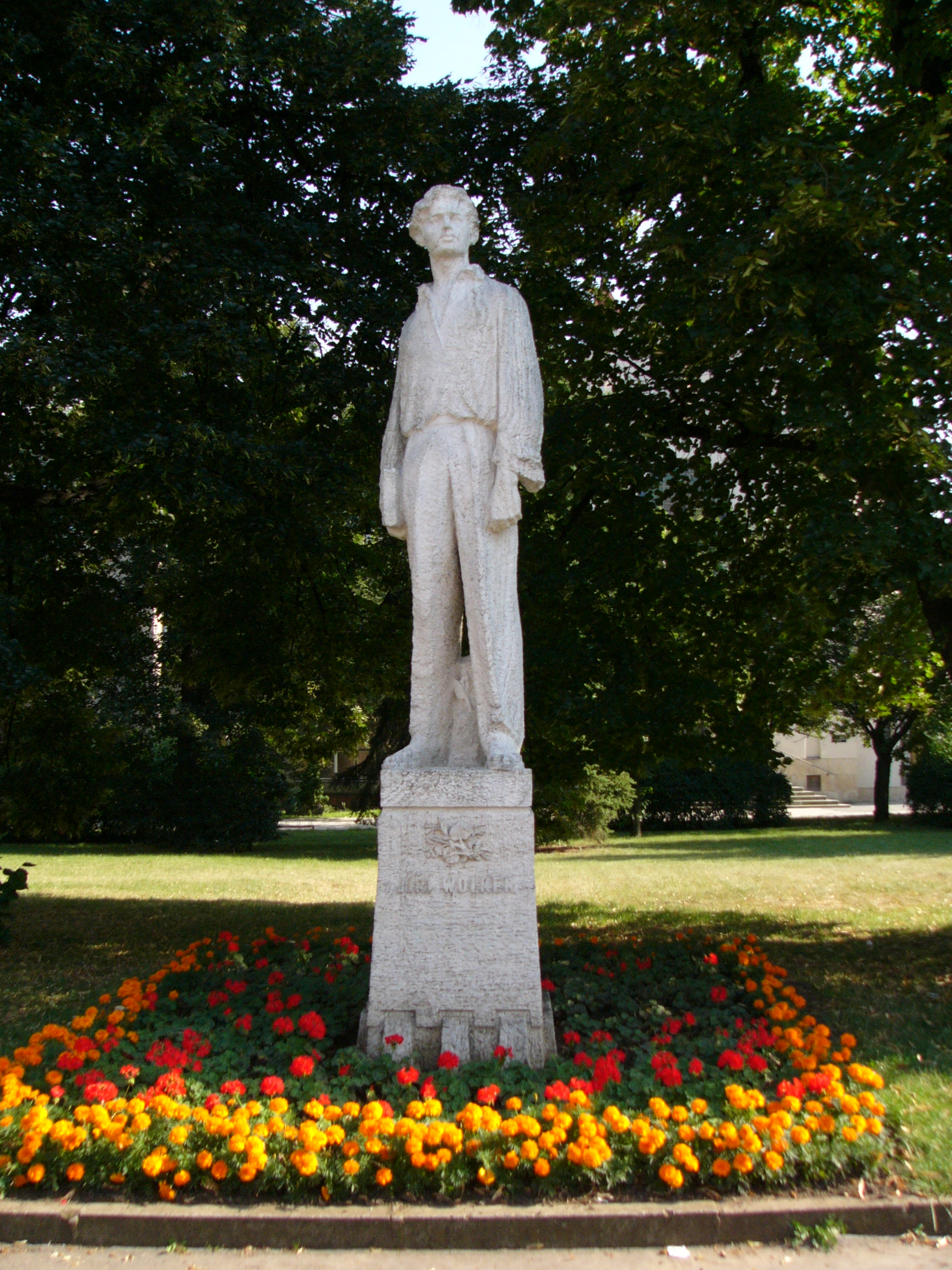
Staty i Prostějov